# On Swift Horses
On Swift Horses (engl. für „Auf schnellen Pferden“) ist ein Filmdrama von Daniel Minahan und basiert auf dem gleichnamigen Roman von Shannon Pufahl. Der Film mit Jacob Elordi, Daisy Edgar-Jones und Diego Calva in den Hauptrollen erzählt von einer queeren Dreiecksgeschichte. On Swift Horses feierte im September 2024 beim Toronto International Film Festival seine Premiere. Ende Mai 2025 kam der Film in die deutschen Kinos.

## Handlung
Lee möchte, dass Freundin Muriel ihn heiratet, aber sie hat noch nicht geantwortet. Es ist allerdings sein Bruder Julius, der im Koreakrieg dient, der schnell Muriels Aufmerksamkeit erregt und ihre Leidenschaft für Pferdewetten teilt. Als Julius sie an Weihnachten besucht, sind sie für einen Moment eine große, glückliche Familie in Muriels gemütlichem Haus, das sie von ihrer Mutter geerbt und für die Feiertage liebevoll dekoriert hat. Lee träumt davon, in Kalifornien zu leben, und hätte Muriel und Julius am liebsten dort bei sich.
Julius jedoch hat andere Ambitionen. Kaum angekommen reist er nach Las Vegas und stürzt sich gemeinsam mit Henry in wilde Nächte in der Casino-Welt. Sie sind mehr als Freunde. Bei Henry fühlt sich Julius als schwuler Mann zum ersten Mal wohl.
Muriel sehnt sich danach, Julius wiederzusehen. Die beiden führen eine Brieffreundschaft. Muriel ist bisexuell und fühlt sich fehl am Platz in der Familie. Sie beginnt mit Pferdewetten und gewinnt dabei viel Geld. Lee erzählt sie, dieses käme aus dem Verkauf des Hauses ihrer Mutter. Eines Tages lernt Muriel ihre Nachbarin Sandra kennen, und sie beginnen eine Beziehung.

## Literarische Vorlage
Der Film basiert auf dem Roman On Swift Horses von Shannon Pufahl aus dem Jahr 2019. Die Hauptfigur Muriel ist von Pufahls Großmutter und ihren Erfahrungen in der Welt des Glücksspiels in den 1950er Jahren inspiriert. Im Roman ist Muriel frisch verheiratet und arbeitet als Kellnerin in einem Diner in San Diego, wo sie ihre Kunden belauscht, oft die ehemaligen Jockeys und Trainer der Rennbahn in Del Mar. Als sie heimlich beginnt, auf Pferde zu wetten und überraschenderweise zu gewinnen, will sie ihrem Mann Lee davon nichts erzählen. Sie vertraut sich stattdessen Lees Bruder Julius an. Der sammelte in Las Vegas Erfahrungen im Glücksspiel, und Muriel hat ihn erst einmal getroffen. Sie denkt, er wird ihre Leidenschaft für Pferdewetten teilen.

## Produktion

### Regie und Drehbuch
Regie führte Daniel Minahan. Auch bei seinem ersten Film Series 7 – Bist du bereit? handelte es sich um eine Literaturverfilmung. Überwiegend war Minahan in der Vergangenheit jedoch als Regisseur von Fernsehserien tätig, unter anderem für The L Word – Wenn Frauen Frauen lieben, Deadwood und Game of Thrones. Das auf Pufahls Roman basierende Drehbuch schrieb Bryce Kass, der zuvor für die Filme Outlaw Prophet: Warren Jeffs von Gabriel Range und Lizzie Borden – Mord aus Verzweiflung von Craig William Macneill gearbeitet hat.

### Besetzung und Dreharbeiten

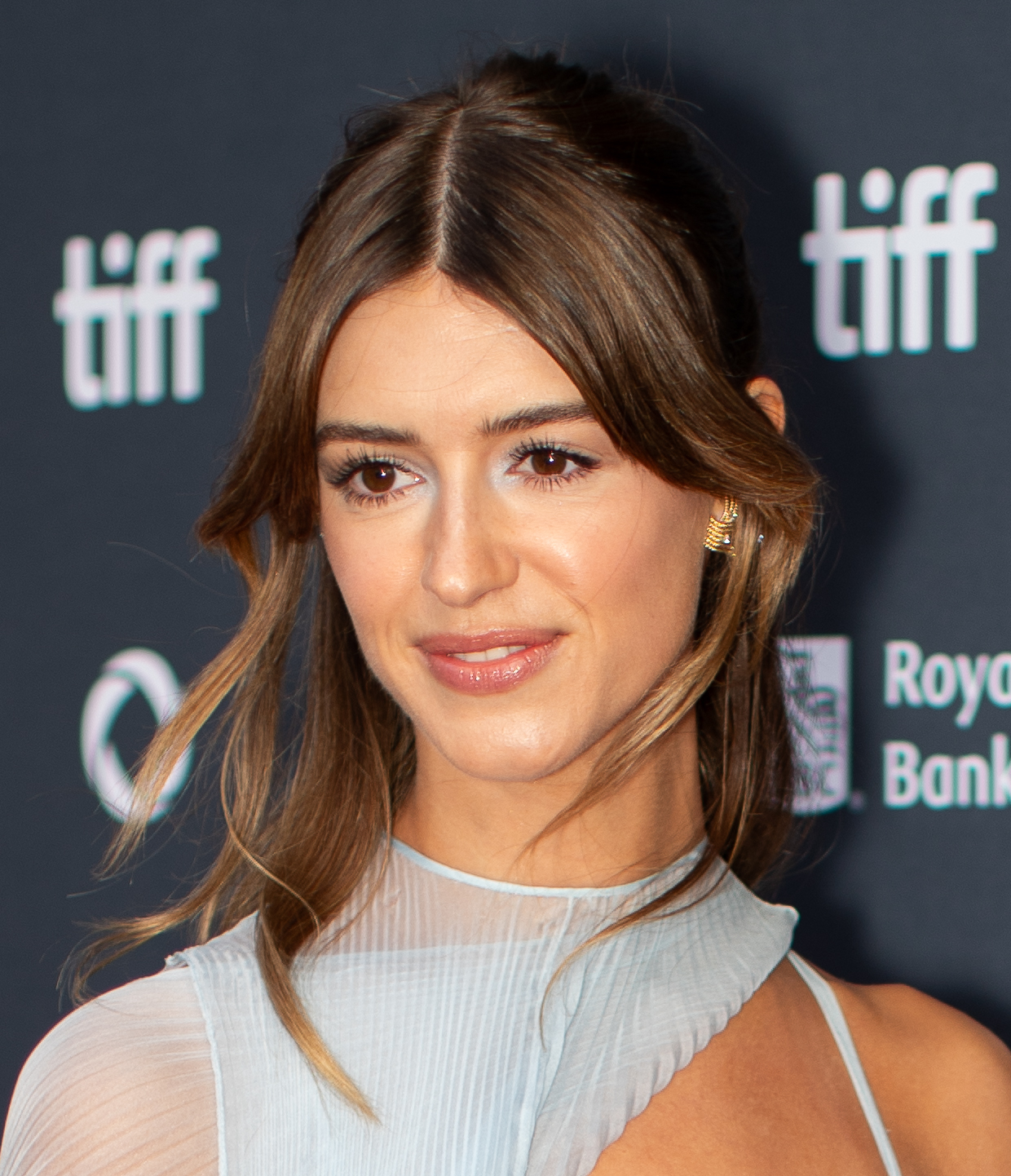
Daisy Edgar-Jones spielt Muriel

Die Britin Daisy Edgar-Jones und ihr Landsmann Will Poulter spielen Muriel und ihren Ehemann Lee. Der Australier Jacob Elordi ist in der Rolle von Lees Bruder Julius zu sehen. Sasha Calle spielt Muriels Nachbarin Sandra. Der Mexikaner Diego Calva spielt Henry, der in einem Casino in Las Vegas arbeitet und mit dem Julius eine leidenschaftliche Liebesbeziehung führt. In weiteren Rollen sind Chad Coe als Glen und Don Swayze als Terence zu sehen.
Die Dreharbeiten wurden Ende Februar 2023 in Los Angeles begonnen. Als Kameramann fungierte der Kanadier Luc Montpellier.

### Filmmusik und Veröffentlichung
Die Filmmusik komponierte Mark Orton, der zuletzt für die Filme Somewhere in Queens von Ray Romano und The Holdovers von Alexander Payne tätig war. Das Soundtrack-Album mit insgesamt 19 Musikstücken soll zum US-Kinostart von Madison Gate Records als Download veröffentlicht werden.
Die Premiere von On Swift Horses fand am 8. September 2024 beim Toronto International Film Festival statt. Im Nachgang sicherte sich Sony Pictures Classics die Rechte. Im März 2025 wurde der Film beim South by Southwest Film Festival als Abschlussfilm gezeigt. Im April 2025 erfolgten Vorstellungen beim Miami Film Festival. Am 29. Mai 2025 startete der Film in den deutschen Kinos.

## Rezeption

### Kritiken
Von den bei Rotten Tomatoes aufgeführten Kritiken sind etwas mehr als die Hälfte positiv. Bei Metacritic erhielt der Film einen Metascore von 65 von 100 möglichen Punkten.

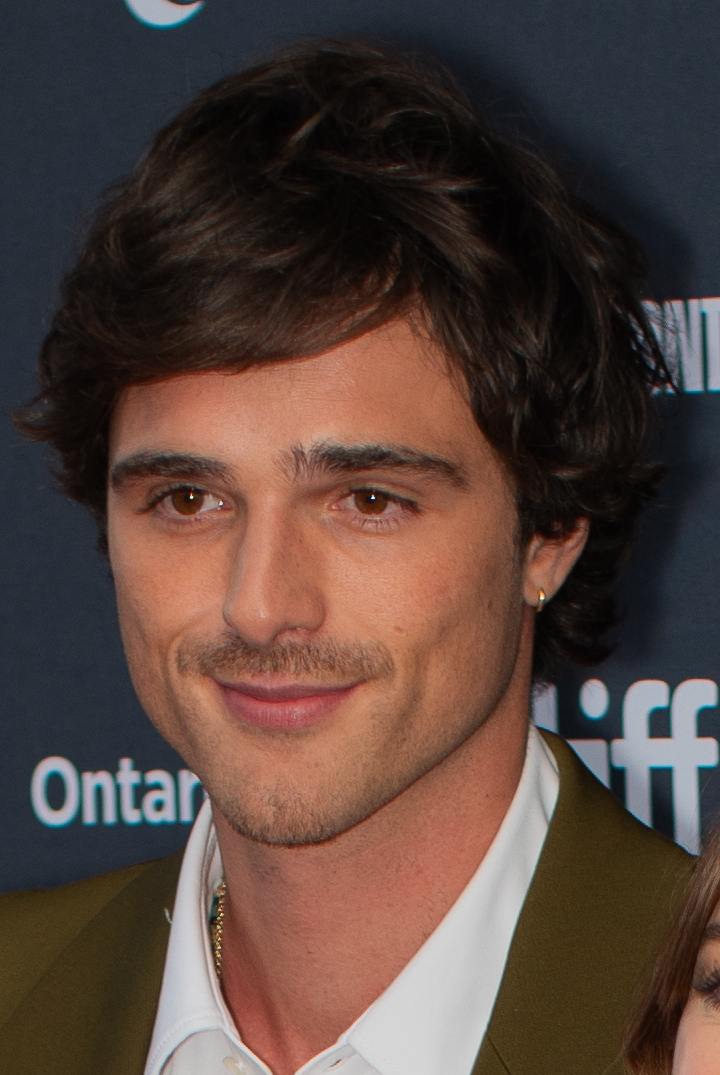
Jacob Elordi spielt Julius

Jourdain Searles schreibt in seiner Kritik für The Hollywood Reporter, On Swift Horses sei die Art von großem, mitreißendem Liebesdrama, das Hollywood heute einfach nicht mehr produziert. Regisseur Daniel Minahan fülle jede Breitbildeinstellung mit wunderschönen Landschaften und prächtigen Farben und versetze den Zuschauer in eine Zeit, in der es noch reichlich Platz gab und Amerika voller Möglichkeiten schien. Jacob Elordi liefere in der Rolle von Julius seine bisher beste Leistung ab und zeige seine sensiblere, verletzlichere Seite vielleicht zum ersten Mal auf der Leinwand. Diego Calva beweise, dass sein denkwürdiger Auftritt im unterschätzten Babylon – Rausch der Ekstase zwei Jahre zuvor nur ein Aufwärmen war, denn er habe so viel mehr zu bieten. Der Film sei wunderschön und herzzerreißend, so Searles, und er hofft, dass er das romantische Epos wieder in Mode bringe.

### Auszeichnungen
Miami Film Festival 2025
- Nominierung für den Jordan Ressler First Feature Award[11]